# Lijst van burgemeesters van Bemelen
Dit is een lijst van burgemeesters van de voormalige Nederlandse gemeente Bemelen tot die gemeente op 1 januari 1982 opging in de gemeente Margraten.
| Ambtsperiode | Naam burgemeester                         | Partij of stroming | Bijzonderheden                                                                         |
| ------------ | ----------------------------------------- | ------------------ | -------------------------------------------------------------------------------------- |
| 1808 - 1818  | jhr.mr. Albert Charles Hesselt van Dinter |                    | werd jhr. in 1816                                                                      |
| 1825 - 1831  | P. Schijns                                |                    |                                                                                        |
| 1831 - 1865  | Thomas (T.) Leesens                       |                    |                                                                                        |
| 1865 - 1876  | K.C.J.M.A. Cramer van Brienen             |                    | tevens burgemeester van Amby (1846-1877)                                               |
| 1876 - 1918  | J.H.H. Peerboom                           |                    |                                                                                        |
| 1918 - 1943  | M.J.H.M. Hermens                          |                    | tevens burgemeester van Amby (1917-1943)                                               |
| 1943 - 1944  | J.C.H. Lardinois                          |                    | tevens burgemeester van Cadier en Keer (1942-1944)                                     |
| 1944 - 1945  | M.J.H.M. Hermens                          |                    | tevens burgemeester van Amby                                                           |
| 1946 - 1973  | George (G.H.A.) Spauwen                   |                    | tevens burgemeester van Amby (1946-1970)                                               |
| 1973 - 1982  | Frans (F.J.A.) van de Loo                 | KVP                | tevens burgemeester van Berg en Terblijt (1969-1982); eerder burgemeester van Noorbeek |